# طائرة خفيفة

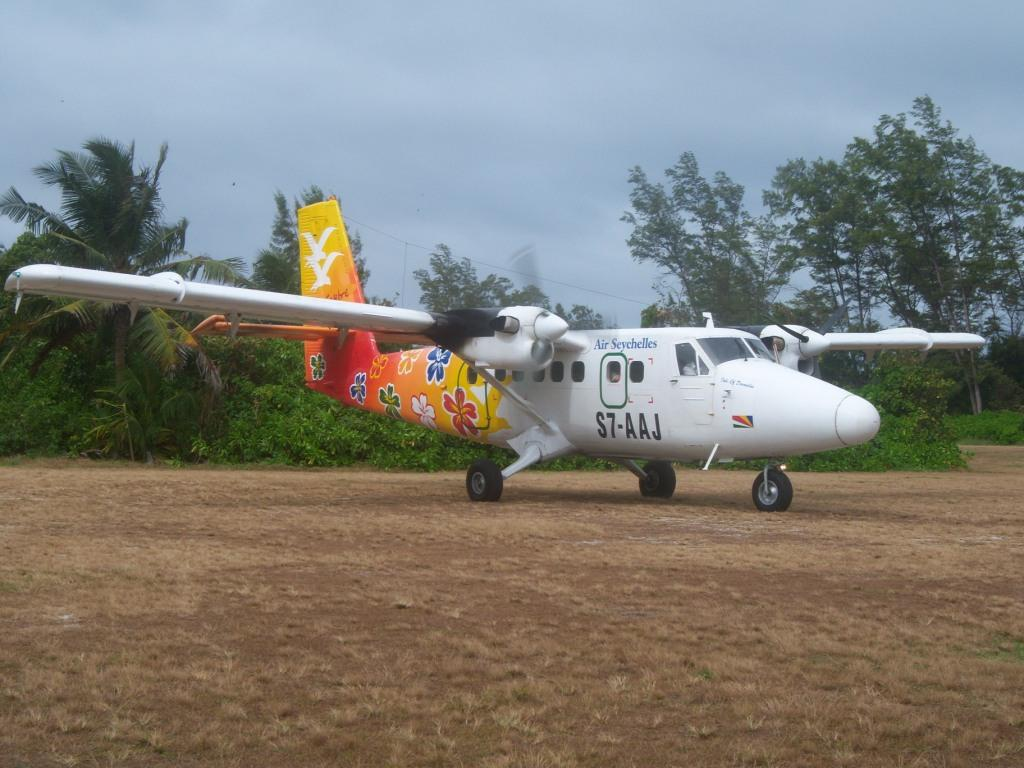
طائرة دي هافيلاند كندا دي إتش سي-6 توين اوتر مع أقصى وزن إجمالي للإقلاع يقدر ب 12500 رطل، هي مثال من الحد الأعلى لفئة الطائرات الخفيفة

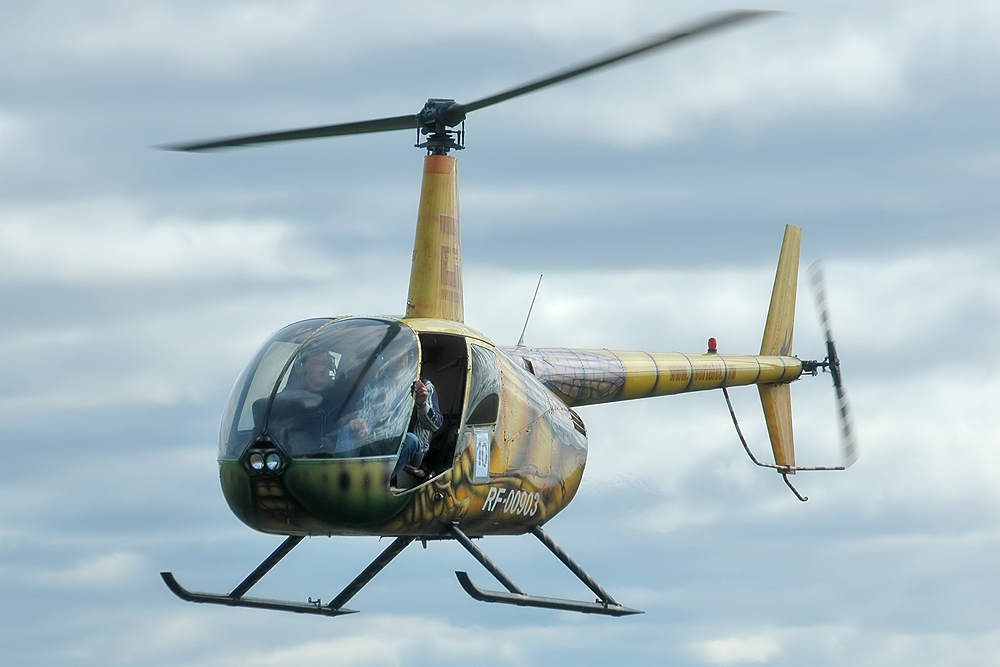
روبنسون آر44 من فئة المروحيات الخفيفة

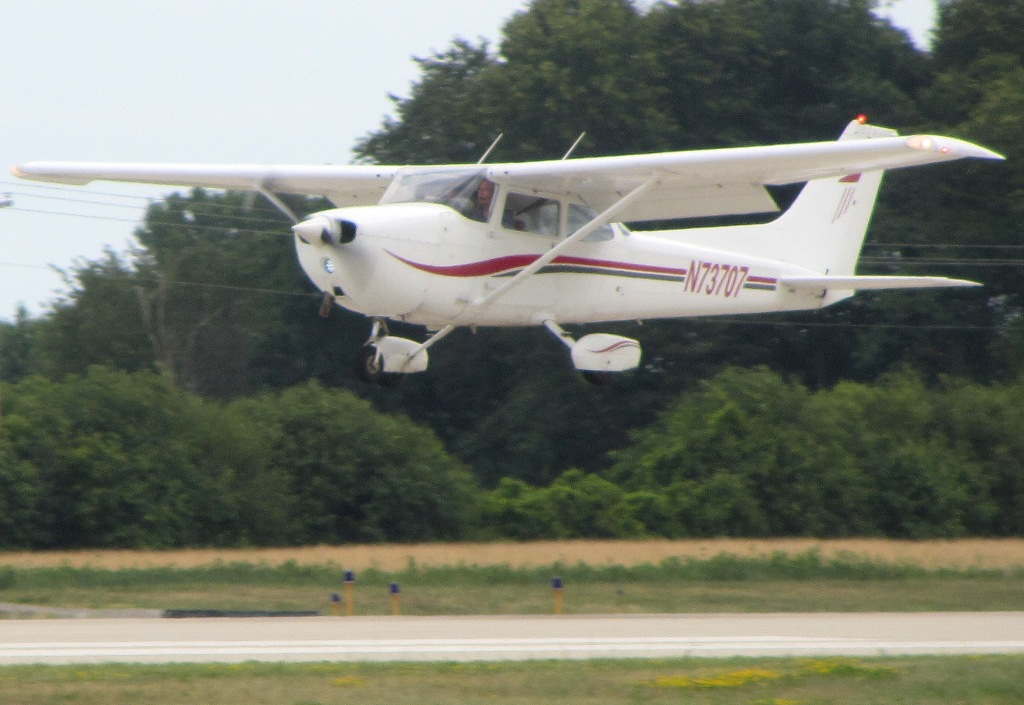
طائرة سيسنا 172 ليست فقط من الطائرات الخفيفة وحسب، بل هي الطائرة الأكثر شعبية، وأكثر الطائرات المنتجة من أي نوع.

طائرة خفيفة  (بالإنجليزية: Light aircraft)‏ هي طائرة يكون فيها إجمالي الوزن الأقصى للإقلاع 12,500 رطل (5,670 كجم) أو أقل. وتستخدم الطائرات الخفيفة العديد في العديد من الاغراض التجارية مثل نقل الركاب والبضائع ولمشاهدة معالم المدن والتصوير الفوتوغرافي والاستعمال الشخصي أو آي أدوار أخرى مماثلة.
أمثلة على الطائرات الخفيفة:
- سيسنا: تنتج مجموعة كاملة من الطائرات ذات الدفع المروحي وتشمل عدة طرازات منها سيسنا 120 وسيسنا 208.
- بايبر: وتشمل كل نماذج الطائرات المنتجة.
- بيتشكرافت: تشمل نماذج مثل، بيتشكرافت بونانزا، بيتشكرافت بارون غير النفاثة.
- آخرى مثل: (Cirrus Design) و GippsAero GA8 Airvan وافيات هوسكي وروبن دي آر 400 والطائرات المدنية من أنتاج غرومان للطائرات.

ومن أمثلة الطائرات التي هي في الحد الأقصى لوزن الإقلاع الإجمالي في هذه الفئة طائرات دي هافيلاند كندا دي إتش سي 6 توين أوتر وبيتشكرافت كينغ اير بي 200 سوبر .

## الاستخدامات
تستخدم الطائرات الخفيفة في العديد من الاغراض منها: المسح الجوي ورصد خطوط الأنابيب. كما أنها تستخدم لنقل الشحنات الخفيفة، مثل «أمداد وتغذية» مراكز الشحن،  وكذلك بعض عمليات الركاب. وتستخدم الطائرات الخفيفة أيضا لأغراض التسويق، مثل سحب راية دعائية (skywriting).ويجري تعليم الطيران الأساسي أيضا في الطائرات الخفيفة. أخيرا، فإن معظم الطائرات الشخصية هي طائرات خفيفة، والأكثر شعبية هي طائرة طراز سيسنا 172 . أكبر الطائرات الخفيفة تزود عادة بمحركين توربينيان والطائرات الخفيفة جدا هي غالبا ما تستخدم كطائرات رجال الأعمال.

## اقرأ أيضا
- طائرة شمسية